# Course en ligne féminine aux championnats du monde de cyclisme sur route 2019
La course en ligne féminine aux championnats du monde de cyclisme sur route 2019 a lieu le 28 septembre 2019 à Harrogate, au Royaume-Uni sur une distance de 150 kilomètres. La Néerlandaise Annemiek Van Vleuten remporte le titre après une échappée solitaire de plus de 100 kilomètres.

## Parcours
Le parcours débute à Bradford. Il passe ensuite à Otley, le lieu où a grandi Elizabeth Deignan. La première côte est celle de Norwood Edge au bout de quinze kilomètres. Elle est suivie par celle de Lofthouse au kilomètre quarante-cinq. La course se rend ensuite dans les environs de Harrogate pour trois tours du circuit final, long de 14 km.

## Qualification
Les qualifications sont principalement basées sur le classement UCI par nations à la date du 11 août 2019. Les cinq premières nations qualifient sept coureuses, les dix nations suivantes en qualifient six et les cinq nations suivantes en qualifient cinq. Les autres nations peuvent envoyer jusqu'à trois coureuses au départ. De plus, les championnes continentales, élites et espoirs sont qualifiées d'office, sans compter dans le contingent de leur nation à moins que celle-ci ait face partie des cinq meilleures nations mondiale. La championne du monde sortante est également qualifiée d'office mais ne compte pas dans le contingent de sa nation.

### Liste des championnes continentales
| Championnat                  | Nom                        | Note         |
| ---------------------------- | -------------------------- | ------------ |
| Championne du monde sortante | Anna van der Breggen (NED) | Au départ    |
| Championne d'Asie            | Olga Zabelinskaïa (UZB)    | Non partante |
| Championne panaméricaine     | Ariadna Gutiérrez (MEX)    | Au départ    |
| Championne d'Afrique         | Mossana Debesay (ERI)      | Non partante |
| Championne d'Asie espoirs    | Chang Ting Ting (KOR)      | Non partante |
| Championne d'Europe          | Amy Pieters (NED)          | Au départ    |
| Championne d'Europe espoirs  | Letizia Paternoster (ITA)  | Au départ    |
| Championne d'Océanie         | Sharlotte Lucas (NZL)      | Non partante |

### Classement UCI par nation
Classement à la date du 11 août 2019.
| Rang | Nation     | Points  |
| ---- | ---------- | ------- |
| 1    | Pays-Bas   | 8659,5  |
| 2    | Italie     | 4977,67 |
| 3    | Australie  | 2850,18 |
| 4    | États-Unis | 2627,32 |
| 5    | Pologne    | 2306,5  |
| 6    | Allemagne  | 2295,5  |
| 7    | Belgique   | 2210,83 |
| 8    | Canada     | 2032,17 |
| 9    | Danemark   | 1932,33 |
| 10   | Espagne    | 1649,99 |

| Rand | Nation          | Points  |
| ---- | --------------- | ------- |
| 11   | Grande-Bretagne | 1515.17 |
| 12   | France          | 1408,16 |
| 13   | Afrique du Sud  | 1282,58 |
| 14   | Suède           | 1272,83 |
| 15   | Cuba            | 1249    |
| 16   | Norvège         | 1128,52 |
| 17   | Mexique         | 997     |
| 18   | Luxembourg      | 996,67  |
| 19   | Japon           | 934     |
| 20   | Corée du Sud    | 934     |

### Nombre de coureuses au départ par nation
| 8 cyclistes | 7 cyclistes                         | 6 cyclistes                                          | 5 cyclistes            | 4 cyclistes            | 3 cyclistes                                         | 2 cyclistes | 1 cycliste                                                                                                  |
| Pays-Bas    | Italie Australie États-Unis Pologne | Allemagne Belgique Canada Espagne France Royaume-Uni | Norvège Suède Danemark | Mexique Afrique du Sud | Biélorussie Suède Colombie Tchéquie Russie Slovénie | Brésil Nouvelle-Zélande Cuba Autriche Luxembourg Suisse Croatie Israël Japon Kazakhstan Koweït Slovaquie Trinité-et-Tobago Ukraine Uruguay | Argentine Irlande Chili Costa Rica Érythrée Estonie Grèce Islande Lituanie Macao Paraguay Portugal Zimbabwe |

## Favorites
L'équipe nationale néerlandaise est la plus expérimentée, — elle a obtenu douze podiums sur cette course depuis le titre de Marianne Vos en 2006. Cette dernière est la principale favorites. Elle est en  forme après ses victoires nettes à La course by Le Tour de France, au Tour de Norvège et au Tour de l'Ardèche. La formation peut aussi compter sur la vainqueur du Tour d'Italie Annemiek van Vleuten ou la championne d'Europe Amy Pieters. Une autre favorite est la Britannique Elizabeth Deignan qui joue à domicile et a axé sa saison sur l'événement. Elle a remporté le Women's Tour et semble à même de peser sur la course. En cas d'arrivée au sprint, il faut aussi compter avec l'Italienne Marta Bastianelli qui sort d'une excellente saison et fait partie de la performante équipe d'Italie. L'Américaine Coryn Rivera et sa coéquipière Chloe Dygert, championne du monde du contre-la-montre mais avec peu de références sur route, sont également de sérieuses outsiders,,,,.

## Récit de course
Contrairement aux journées précédentes, la météo est ensoleillée et la route sèche. Un vent souffle néanmoins. Un groupe d'une trentaine de coureuses se détache légèrement dans les premières côtes sous l'impulsion de Demi Vollering, mais tout rentre rapidement dans l'ordre. Immédiatement après survient la première attaque de la journée avec Floortje Mackaij pour les Pays-Bas. Elle est néanmoins rapidement reprise. La principale difficulté de la journée, la côte de Lofthouse, est située au bout du quarantième kilomètre. Dans celle-ci, Annemiek Van Vleuten accélère puis attaque. Elizabeth Deignan est attentive est lance immédiatement la poursuite. Un groupe composé de Anna van der Breggen, Amanda Spratt, Chloé Dygert Owen, Elisa Longo Borghini, Soraya Paladin, Cecilie Uttrup Ludwig, Clara Koppenburg et Elizabeth Deignan se forme rapidement. Quasiment toutes les grandes nations sont donc représentées. Annemiek van Vleuten conserve cependant une avance d'environ quarante-cinq secondes sur ce groupe à mi-course. La coopération n'y est pas optimale, la distance jusqu'à l'arrivée étant encore importante. À cinquante kilomètres de l'arrivée, l'écart entre la leader et le groupe de poursuite est de deux minutes, le peloton est plus loin et n'est emmené que par l'Allemagne et la France. Dans le groupe de poursuite, Elizabeth Deignan profite d'une côte pour lancer une offensive afin de provoquer une sélection. Elle est rapidement reprise par Van der Breggen. Plus loin, la championne du contre-la-montre Dygert attaque a plusieurs reprises dans ce groupe et parvient à se détacher. Elle emmène avec elle Elisa Longo Borghini, Amanda Spratt et Anna van der Breggen. Elizabeth Deignan paie ses efforts et ne peut suivre. Les autres échappées sont rattrapées plus loin par le peloton. À trente kilomètres de l'arrivée, Chloe Dygert place une puissante attaque qu'Anna van der Breggen ne peut suivre. Avec deux minutes de retard sur Annemiek van Vleuten qui ne semble pas être affectée par ses nombreux kilomètres en tête, les chances de victoire de l'Américaine semblent mince, mais la médaille d'argent semble acquise. À dix-huit kilomètres de l'arrivée, Elisa Longo Borghini doit lâcher Amanda Spratt et Anna van der Breggen dans une côte. Après son attaque, Chloe Dygert semble faiblir progressivement. Elle est reprise puis dépassée par Amanda Spratt et Anna van der Breggen lors du dernier passage sur la ligne. Dans les cinq derniers kilomètres, van der Breggen continue à accélérer pour lâcher l'Australienne et obtenir la médaille d'argent, assurant par la même un doublé néerlandais inédit. Annemiek van Vleuten s'offre une victoire de prestige après une échappée solitaire longue de cent kilomètres qui marque les esprits,.

## Classement
| Rang                      | Nom                       | Nation            | Temps         |
| ------------------------- | ------------------------- | ----------------- | ------------- |
| Médaille d'or, monde      | Annemiek Van Vleuten      | Pays-Bas          | 4 h 6 min 5 s |
| Médaille d'argent, monde  | Anna van der Breggen      | Pays-Bas          | + 2 min 15 s  |
| Médaille de bronze, monde | Amanda Spratt             | Australie         | + 2 min 28 s  |
| 4                         | Chloé Dygert Owen         | États-Unis        | + 3 min 24 s  |
| 5                         | Elisa Longo Borghini      | Italie            | + 4 min 45 s  |
| 6                         | Marianne Vos              | Pays-Bas          | + 5 min 20 s  |
| 7                         | Marta Bastianelli         | Italie            | + 5 min 20 s  |
| 8                         | Ashleigh Moolman          | Afrique du Sud    | + 5 min 20 s  |
| 9                         | Lisa Brennauer            | Allemagne         | + 5 min 20 s  |
| 10                        | Coryn Rivera              | États-Unis        | + 5 min 20 s  |
| 11                        | Christine Majerus         | Luxembourg        | + 5 min 20 s  |
| 12                        | Arlenis Sierra            | Cuba              | + 5 min 20 s  |
| 13                        | Amalie Dideriksen         | Danemark          | + 5 min 20 s  |
| 14                        | Sofie De Vuyst            | Belgique          | + 5 min 20 s  |
| 15                        | Emilia Fahlin             | Suède             | + 5 min 20 s  |
| 16                        | Alison Jackson            | Canada            | + 5 min 20 s  |
| 17                        | Audrey Cordon-Ragot       | France            | + 5 min 20 s  |
| 18                        | Alena Amialiusik          | Biélorussie       | + 5 min 20 s  |
| 19                        | Amy Pieters               | Pays-Bas          | + 5 min 20 s  |
| 20                        | Paula Patiño              | Colombie          | + 5 min 20 s  |
| 21                        | Elise Chabbey             | Suisse            | + 5 min 20 s  |
| 22                        | Anna Henderson            | Royaume-Uni       | + 5 min 20 s  |
| 23                        | Katarzyna Niewiadoma      | Pologne           | + 5 min 20 s  |
| 24                        | Elena Cecchini            | Italie            | + 5 min 20 s  |
| 25                        | Margarita Victoria García | Espagne           | + 5 min 20 s  |
| 26                        | Ane Santesteban           | Espagne           | + 5 min 20 s  |
| 27                        | Chloe Hosking             | Australie         | + 5 min 20 s  |
| 28                        | Lucinda Brand             | Pays-Bas          | + 5 min 20 s  |
| 29                        | Susanne Andersen          | Norvège           | + 5 min 20 s  |
| 30                        | Cecilie Uttrup Ludwig     | Danemark          | + 5 min 20 s  |
| 31                        | Lizzie Deignan            | Royaume-Uni       | + 5 min 20 s  |
| 32                        | Tatiana Guderzo           | Italie            | + 5 min 20 s  |
| 33                        | Floortje Mackaij          | Pays-Bas          | + 5 min 20 s  |
| 34                        | Marlen Reusser            | Suisse            | + 5 min 31 s  |
| 35                        | Eider Merino Cortazar     | Espagne           | + 5 min 31 s  |
| 36                        | Aude Biannic              | France            | + 5 min 31 s  |
| 37                        | Nikola Nosková            | Tchéquie          | + 5 min 31 s  |
| 38                        | Leah Thomas               | États-Unis        | + 5 min 31 s  |
| 39                        | Brodie Chapman            | Australie         | + 5 min 31 s  |
| 40                        | Katrine Aalerud           | Norvège           | + 5 min 36 s  |
| 41                        | Lucy Kennedy              | Australie         | + 5 min 38 s  |
| 42                        | Sara Poidevin             | Canada            | + 5 min 38 s  |
| 43                        | Chantal Blaak             | Pays-Bas          | + 5 min 38 s  |
| 44                        | Tayler Wiles              | États-Unis        | + 5 min 38 s  |
| 45                        | Eugenia Bujak             | Slovénie          | + 5 min 46 s  |
| 46                        | Karol-Ann Canuel          | Canada            | + 5 min 51 s  |
| 47                        | Elisa Balsamo             | Italie            | + 5 min 56 s  |
| 48                        | Clara Koppenburg          | Allemagne         | + 6 min 25 s  |
| 49                        | Lisa Klein                | Allemagne         | + 6 min 43 s  |
| 50                        | Soraya Paladin            | Italie            | + 7 min 2 s   |
| 51                        | Vita Heine                | Norvège           | + 8 min 49 s  |
| 52                        | Anastasia Chursina        | Russie            | + 8 min 55 s  |
| 53                        | Maria Novolodskaya        | Russie            | + 9 min 2 s   |
| 54                        | Tatsiana Sharakova        | Biélorussie       | + 9 min 51 s  |
| 55                        | Olga Shekel               | Ukraine           | + 9 min 51 s  |
| 56                        | Demi Vollering            | Pays-Bas          | + 9 min 51 s  |
| 57                        | Lisa Nordén               | Suède             | + 9 min 53 s  |
| 58                        | Joanna van de Winkel      | Afrique du Sud    | + 9 min 53 s  |
| 59                        | Ella Harris               | Nouvelle-Zélande  | + 9 min 53 s  |
| 60                        | Omer Shapira              | Israël            | + 9 min 53 s  |
| 61                        | Julie Leth                | Danemark          | + 9 min 53 s  |
| 62                        | Hannah Barnes             | Royaume-Uni       | + 9 min 53 s  |
| 63                        | Alice Barnes              | Royaume-Uni       | + 9 min 53 s  |
| 64                        | Małgorzata Jasińska       | Pologne           | + 9 min 53 s  |
| 65                        | Juliette Labous           | France            | + 9 min 53 s  |
| 66                        | Liane Lippert             | Allemagne         | + 9 min 53 s  |
| 67                        | Ruth Winder               | États-Unis        | + 9 min 53 s  |
| 68                        | Pernille Mathiesen        | Danemark          | + 9 min 53 s  |
| 69                        | Teniel Campbell           | Trinité-et-Tobago | + 12 min 55 s |
| 70                        | Franziska Koch            | Allemagne         | + 12 min 55 s |
| 71                        | Katie Hall                | États-Unis        | + 12 min 55 s |
| 72                        | Anastasiya Kolesava       | Biélorussie       | + 12 min 55 s |
| 73                        | Kelly Van den Steen       | Belgique          | + 12 min 55 s |
| 74                        | Lourdes Oyarbide          | Espagne           | + 13 min 50 s |
| 75                        | Angelika Tazreiter        | Autriche          | + 13 min 50 s |
| 76                        | Letizia Paternoster       | Italie            | + 13 min 50 s |

| Rang | Nom                      | Nation            | Temps         |
| ---- | ------------------------ | ----------------- | ------------- |
| 77   | Jesse Vandenbulcke       | Belgique          | + 18 min 8 s  |
| 78   | Jarmila Machačová        | Tchéquie          | + 19 min 13 s |
| 79   | Marta Lach               | Pologne           | + 19 min 55 s |
| 80   | Nicola Juniper           | Royaume-Uni       | + 23 min 47 s |
| 81   | Liliana Moreno           | Colombie          | + 23 min 47 s |
| 82   | Monika Brzeźna           | Pologne           | + 23 min 47 s |
| 83   | Rasa Leleivytė           | Lituanie          | + 23 min 47 s |
| 84   | Ariadna Gutiérrez        | Mexique           | + 23 min 47 s |
| 85   | Séverine Eraud           | France            | + 23 min 47 s |
| 86   | Eugénie Duval            | France            | + 23 min 47 s |
| 87   | Brenda Santoyo           | Mexique           | + 23 min 47 s |
| 88   | Évita Muzic              | France            | + 23 min 47 s |
|      | Tiffany Cromwell         | Australie         | AB            |
|      | Diana Peñuela            | Colombie          | AB            |
|      | Louise Norman Hansen     | Danemark          | AB            |
|      | Kathrin Hammes           | Allemagne         | AB            |
|      | Jessica Allen            | Australie         | AB            |
|      | Lauren Kitchen           | Australie         | AB            |
|      | Leigh Ann Ganzar         | États-Unis        | AB            |
|      | Valerie Demey            | Belgique          | AB            |
|      | Julie Van de Velde       | Belgique          | AB            |
|      | Marie-Soleil Blais       | Canada            | AB            |
|      | Gillian Ellsay           | Canada            | AB            |
|      | Gabrielle Pilote-Fortin  | Canada            | AB            |
|      | Aurela Nerlo             | Pologne           | AB            |
|      | Anna Plichta             | Pologne           | AB            |
|      | Katarzyna Wilkos         | Pologne           | AB            |
|      | Elizabeth Banks          | Royaume-Uni       | AB            |
|      | Alicia González Blanco   | Espagne           | AB            |
|      | Sheyla Gutiérrez         | Espagne           | AB            |
|      | Tiffany Keep             | Afrique du Sud    | AB            |
|      | Maroesjka Matthee        | Afrique du Sud    | AB            |
|      | Stine Borgli             | Norvège           | AB            |
|      | Ingvild Gåskjenn         | Norvège           | AB            |
|      | Jeidi Pradera            | Cuba              | AB            |
|      | Elise Maes               | Luxembourg        | AB            |
|      | Anet Barrera             | Mexique           | AB            |
|      | Andrea Ramírez           | Mexique           | AB            |
|      | Clara Lundmark           | Suède             | AB            |
|      | Hanna Nilsson            | Suède             | AB            |
|      | Sara Penton              | Suède             | AB            |
|      | Urša Pintar              | Slovénie          | AB            |
|      | Urška Žigart             | Slovénie          | AB            |
|      | Hiromi Kaneko            | Japon             | AB            |
|      | Eri Yonamine             | Japon             | AB            |
|      | Valeriya Kononenko       | Ukraine           | AB            |
|      | Elizaveta Oshurkova      | Russie            | AB            |
|      | Desiet Kidane            | Érythrée          | AB            |
|      | Mikayla Harvey           | Nouvelle-Zélande  | AB            |
|      | Rotem Gafinovitz         | Israël            | AB            |
|      | María José Vargas        | Costa Rica        | AB            |
|      | Alexi Costa              | Trinité-et-Tobago | AB            |
|      | Kathrin Schweinberger    | Autriche          | AB            |
|      | Denisse Ahumada          | Chili             | AB            |
|      | Flávia Oliveira          | Brésil            | AB            |
|      | Ana Paula Polegatch      | Brésil            | AB            |
|      | Tereza Neumanová         | Tchéquie          | AB            |
|      | Maja Perinović           | Croatie           | AB            |
|      | Mia Radotić              | Croatie           | AB            |
|      | Varvara Fasoi            | Grèce             | AB            |
|      | Alice Sharpe             | Irlande           | AB            |
|      | Alžbeta Bačíková         | Slovaquie         | AB            |
|      | Tereza Medvedová         | Slovaquie         | AB            |
|      | Natalya Saifutdinova     | Kazakhstan        | AB            |
|      | Makhabbat Umutzhanova    | Kazakhstan        | AB            |
|      | Maria Martins            | Portugal          | AB            |
|      | Ágústa Edda Björnsdóttir | Islande           | AB            |
|      | Skye Davidson            | Zimbabwe          | AB            |
|      | Mae Lang                 | Estonie           | AB            |
|      | Fabiana Granizal         | Uruguay           | AB            |
|      | Anabel Yapura            | Argentine         | AB            |
|      | Agua Marina Espínola     | Paraguay          | AB            |
|      | Noura Alomairi           | Koweït            | AB            |
|      | Latefa Alyaseen          | Koweït            | AB            |
|      | Au Hoi Ian               | Macao             | AB            |
|      | Anne-Sophie Harsch       | Luxembourg        | NP            |